# Bernard Genghini
Bernard Genghini (Soultz-Haut-Rhin, 18 gennaio 1958) è un allenatore di calcio ed ex calciatore francese, di ruolo centrocampista.

## Palmarès

### Giocatore

#### Competizioni nazionali
- Coppa di Francia: 1

Monaco: 1984-1985
- Supercoppa francese: 1

Monaco: 1985

#### Competizioni internazionali
- Coppa delle Alpi: 2

Monaco: 1983, 1984